# Prodajus bigelowiensis
Prodajus bigelowiensis är en kräftdjursart som beskrevs av Schultz och Allen 1982. Prodajus bigelowiensis ingår i släktet Prodajus och familjen Dajidae.
Artens utbredningsområde är New Jersey. Inga underarter finns listade i Catalogue of Life.